# Johann George von Kottulinsky
Johann George von Kottulinsky (geb. um 1717; gest. um 1780) war ein preußischer Landrat.

## Leben
Johann George von Kottulinsky war Angehöriger des schlesisch-österreichischen Adelsgeschlechts Kottulinsky. Er war ein Sohn von George Ernst von Kottulinsky, Erbherr auf Dammelwitz und dessen Ehefrau (⚭ 1703) Helena Rosina, geb. von Steinsdorff. Johann George immatrikulierte sich am 4. Oktober 1737 an der Universität Jena. Im Jahr 1753 fand er Erwähnung als Marschkommissar und Erbherr auf Dammelwitz. Von 1765 bis 1780 amtierte er in der Nachfolge von Ernst Friedrich von Berge und Herrendorf als Landrat im Kreis Ohlau. Zu dieser Zeit hatte sein Gut Dammelwitz einen Wert von 10.000 Talern. Das Amt als Landrat im Kreis Ohlau übernahm im Jahr 1781 Hans Friedrich von Wentzky und Petersheyde.

## Persönliches
Johann George von Kottulinsky hatte drei Söhne, Johann Gottfried (* um 1749), Ernst Gottlieb (* um 1752) und George Christian (* um 1754).